# Francesco Biginato
Francesco Biginato (ur. 13 kwietnia 1954 w Lonigo) – włoski żużlowiec, występujący również na długim torze.

## Życiorys
Pięciokrotny medalista indywidualnych mistrzostw Włoch: trzykrotnie złoty (1979, 1980, 1982), srebrny (1975) oraz brązowy (1973). Srebrny medalista mistrzostw Włoch w parach (1983). Finalista indywidualnych mistrzostw świata na długim torze (Mariańskie Łaźnie 1979 – XVII miejsce). 
Wielokrotny reprezentant Włoch w eliminacjach mistrzostwach świata par  i drużynowych mistrzostw świata, jak również indywidualnych mistrzostwach świata, w których dwukrotnie zakwalifikował się do finałów kontynentalnych (Praga 1978 – X miejsce, Leszno 1982 – XV miejsce).